# Midway Austin
Midway Austin était un studio de développement de jeux vidéo basé à Austin dans l’État du Texas, aux États-Unis. Fondé sous le nom de Inevitable Entertainment le 23 mars 2000, il est racheté le 11 octobre 2004 par Midway Games. Le studio est notamment connu pour avoir développé Bilbo le Hobbit en 2003, Area 51 en 2005 et BlackSite en 2007. Il ferme ses portes en 2008.